# Acantothereva punctipennis
Acantothereva punctipennis är en tvåvingeart som beskrevs av Lyneborg 1968. Acantothereva punctipennis ingår i släktet Acantothereva och familjen stilettflugor. Inga underarter finns listade i Catalogue of Life.